# Fraternidade Cearense

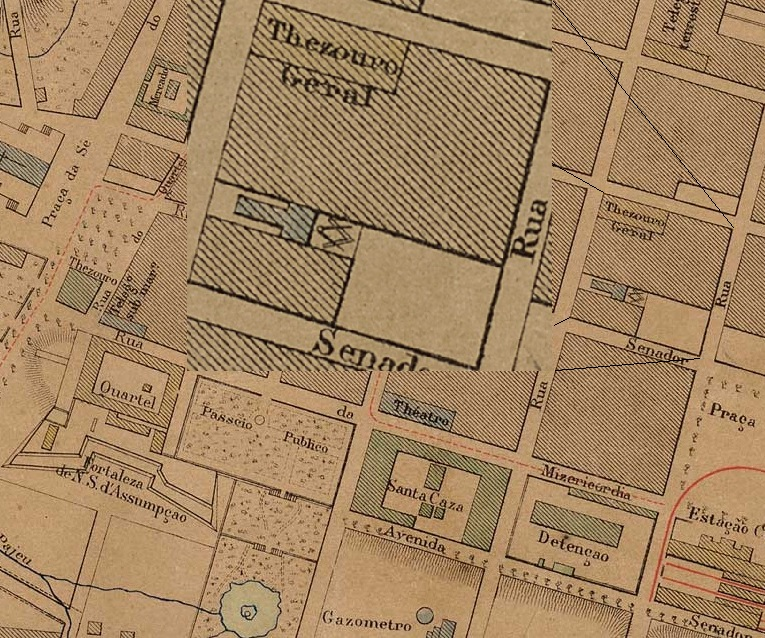
Na Planta de Fortaleza de 1888, Adolfo Herbster fez uma marcação no endereço em que até hoje funciona o endereço mais antigo da maçonaria cearense.

Fraternidade Cearense é uma loja maçônica do Ceará. Foi a primeira loja regular, tendo sido organizada com registro de 1 de dezembro de 1859 junto ao Grande Oriente do Brasil com numeração de registro 136. Em 1937 foi uma das lojas fundadoras do Grande Oriente do Brasil Ceará. A loja opera pelo  Rito Escocês Antigo e Aceito.
Vários intelectuais, políticos e pessoas proeminentes fizeram parte dessa loja tais como  Araripe Júnior, João Brígido, João Cordeiro, José Liberato Barroso, Justiniano de Serpa, Manuel Moreira da Rocha, Tomás Pompeu de Sousa Brasil, Nogueira Acioly, Gonçalo de Lagos Fernandes Bastos,  Joaquim Mendes da Cruz Guimarães e Dario Telles de Menezes, fundador da Ypióca. Já em 1873 a publicação "Almanak da Província do Ceará" listava membros da loja com o seu grau. Naquele ano, alem do Venerável Antônio Mendes da Cruz Guimarães, os outros membros com 33º Grau eram: João Brígido, José Dias Macieira, e José Liberato Barroso.
Existe outra Loja "Fraternidade Cearense" filiada à Grande Loja Maçônica do Ceará. Essa loja foi criada em 1991 com a numeração de registro 106. Casimiro Ribeiro Brasil Montenegro foi iniciado em 1899 na Fraternidade Cearense  foi um dos fundadores, em 1905, e primeiro Venerável da Loja Porangaba nº2, uma das lojas fundadoras da Grande Loja Maçônica do Ceará.

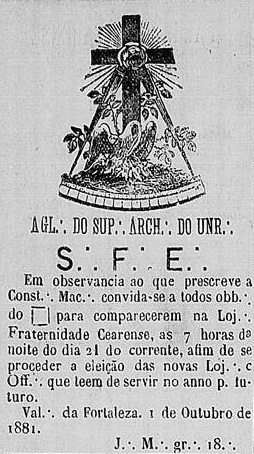
Anúncio no jornal "Província do Ceará" em outubro de 1881 convocando para reunião eletiva em seu templo.

## História
Antes da Fraternidade Cearense, mas sem regularidade com as obediências do Brasil, surgiram algumas lojas: em  Aracati no ano de 1833; em Fortaleza a loja "União e Beneficência" foi fundada por José Martiniano de Alencar e Diogo Antônio Feijó, quando da vinda de Alencar para tomar posse no governo do Ceará em 1834. A "regularidade" é uma característica importante das instituições maçônicas. No sentido estrito ao que tange às constituições da obediências. Nesse sentido a Fraternidade é a primeira loja regular na fundação.
Seus membros fora muito influentes e a Loja irradiava novidade. Vários temas sociais foram discutidos por maçons da Fraternidade Cearense e ações sociais importantes foram protagonizadas pelos obreiros dessa loja no Ceará. Durante a Questão Religiosa foi fundado o jornal "Fraternidade" (entre 1873 e 1875) que era redigido por maçons em defesa dos ideais do Liberalismo, notadamente a separação entre Igreja e Estado.
A Fraternidade Cearense foi muito ativa no combate às mazelas da Grande Seca de 1877. Seus membro realizaram vários eventos e noticiaram para os 'irmãos' maçônicos do Brasil que mandaram fundos e donativos diversos para diminuir o sofrimentos da população mais carente. Também foi muito ativa no movimento abolicionista do Brasil. Realizou vários eventos para arrecadação de fundos para pagar alforria de escravos.

### A primeira diretoria
A primeira diretoria da Loja Fraternidade Cearense foi composta dos nomes abaixo, de acordo com apontamentos encontrados por Raimundo B. Aragão:
- Venerável - José Domingues do Couto
- 1º Vigilante - Miguel Ayres do Nascimento
- 2º Vigilante - Tomaz Lourenço de Castro Silva
- Orador - José Joaquim, Gonçalves de Carvalho
- Secretário - José Joaquim Antônio Ribeiro
- Tesoureiro - João Batista Gomes
- 1º Experto - Francisco José Pacheco de Medeiros
- 1º Diácono - João Franklin de Lima
- Cobridor - Manuel Moreira da Rocha
- Arquiteto - José Dias Macieira